# John Foxe
John Foxe (ur. w 1516 w Bostonie, zm. 18 kwietnia 1587 w Londynie) – angielski martyrolog, purytanin i historyk Kościoła, autor Book of Martyrs.

## Życiorys
Urodził się w 1516 roku w Bostonie. Studiował na Uniwersytecie Oxfordzkim, gdzie padły na niego podejrzenia o ekstremalne poglądy protestanckie. Wobec tego, 1547 roku przeniósł się do Londynu, gdzie został nauczycielem i przyjął święcenia diakonatu w Kościele Anglii. Pracował na rzecz reformacji, pisząc traktaty, jednocześnie pracując nad księgą męczenników, jednakże wstąpienie na tron katolickiej królowej Marii I w 1553 roku zmusiło go do ucieczki z kraju.
Rok później, w Strasburgu, opublikował po łacinie część swojej pracy, zatytułowaną Commentarii rerum in ecclesia gestarum. Następnie udał się do Frankfurtu, gdzie poparł Partię Kalwińską Johna Knoxa i do Bazylei, gdzie napisał przemowę (Ad inclytos ac praepotentes Angliae proceres) do szlachty angielskiej, wzywającą królową do zaprzestania prześladowania protestantów. Za pomocą rękopisów przysłanych mu z Anglii, uzupełnił księgę męczenników do 1556 roku i wydrukował ją w 1559 – rok po wstąpieniu na tron królowej protestanckiej, Elżbiety I.
Foxe powrócił do Londynu, gdzie, przeglądając oficjalne rejestry i wykorzystując wspomnienia naocznych świadków, rozszerzył i ukończył swoje dzieło. W Anglii zostało ono po raz pierwszy opublikowane w marcu 1563, pod tytułem Actes and Monuments of these Latter and Perillous Dayes. Wkrótce potem przyjęto zwyczajową nazwę Book of Martyrs. Siedem lat później ukazało się jej znacznie rozszerzone, drugie wydanie.
W 1560 roku Foxe został wyświęcony na prezbitera, jednakże z uwagi na purytańskie skrupuły, odmówił przyjęcia wszystkich urzędów, uzyskując jedynie dwa kościelne stypendia, które nie wymagały żadnych obowiązków. Często wygłaszał kazania, natomiast w czasie pandemii dżumy w latach 60. XVI wieku służył ofiarom i pisał pocieszające traktaty. Gdy anabaptyści (w 1575) i jezuici (w 1581) zostali skazani na śmierć, Foxe napisał ostre listy do królowej Elżbiety, prosząc o ułaskawienie. Zmarł 18 kwietnia 1587 roku w Londynie.